# オットー・フロイツハイム
オットー・フロイツハイム（Otto Froitzheim, 1884年4月24日 - 1962年10月27日）は、ドイツの男子テニス選手。1908年ロンドンオリンピック男子シングルスで銀メダルを獲得している。

## 来歴
1908 ロンドン五輪に24歳で出場した。シングルスの決勝でイギリスのジョシア・リッチーに 5-7, 3-6, 4-6 で敗れ銀メダルを獲得した。
ウィンブルドンでは1914年ウィンブルドン選手権で男子シングルスの準優勝がある。
1962年10月27日、78歳で亡くなった。